# Euptera elabontas
Euptera elabontas es una especie de  Lepidoptera, de la familia Nymphalidae,  subfamilia Limenitidinae, tribu Adoliadini, pertenece al género Euptera.

## Subespecies
- Euptera elabontas elabontas
- Euptera elabontas mweruensis (Neave, 1910)
- Euptera elabontas canui (Collins, 1995)

## Distribución
Esta especie y las subespecies de Lepidoptera se encuentran localizadas en Sierra Leona, Zaire, Uganda y Zambia (África).